# Italia en los Juegos Olímpicos de Ámsterdam 1928
Italia estuvo representada en los Juegos Olímpicos de Ámsterdam 1928 por un total de 174 deportistas que compitieron en 15 deportes.  
El portador de la bandera en la ceremonia de apertura fue el halterófilo Carlo Galimberti.

## Medallistas
El equipo olímpico italiano obtuvo las siguientes medallas:
| Nombre | Deporte            | Competición                |
| --- | ------------------ | -------------------------- |
| Oro |                    |                            |
| Vittorio Tamagnini | Boxeo              | Gallo (53,5 kg) M          |
| Carlo Orlandi | Boxeo              | Ligero (61,2 kg) M         |
| Piero Toscani | Boxeo              | Medio (72,6 kg) M          |
| Giacomo Gaioni Cesare Facciani Mario Lusiani Luigi Tasselli | Ciclismo en pista  | Persecución por eqs. M     |
| Giorgio Chiavacci Giulio Gaudini Gioacchino Guaragna Giorgio Pessina Ugo Pignotti Oreste Puliti                                                                                                  | Esgrima            | Florete por eqs. M         |
| Carlo Agostoni Giulio Basletta Marcello Bertinetti Giancarlo Cornaggia-Medici Renzo Minoli Franco Riccardi                                                                                       | Esgrima            | Espada por eqs. M          |
| Giliante D'Este Giovanni Delise Valerio Perentin Renato Petronio Nicolò Vittori | Remo               | Cuatro con timonel (M4+) M |
| Plata |                    |                            |
| Renato Anselmi Bino Bini Gustavo Marzi Oreste Puliti Emilio Salafia Giulio Sarrocchi | Esgrima            | Sable por eqs. M           |
| Romeo Neri | Gimnasia artística | Barra fija M               |
| Bianca Ambrosetti Lavinia Gianoni Luigina Giavotti Virginia Giorgi Germana Malabarba Carla Marangoni Luigina Perversi Diana Pizzavini Anna Tanzini Carolina Tronconi Ines Vercesi Rita Vittadini | Gimnasia artística | Concurso completo F        |
| Pierino Gabetti | Halterofilia       | 60 kg M                    |
| Carlo Galimberti | Halterofilia       | 75 kg M                    |
| Bronce |                    |                            |
| Carlo Cavagnoli | Boxeo              | Mosca (50,8 kg) M          |
| Giulio Gaudini | Esgrima            | Florete ind. M             |
| Bino Bini | Esgrima            | Sable ind. M               |
| Equipo | Fútbol             | Torneo M                   |
| Giovanni Gozzi | Lucha grecorromana | 58 kg M                    |
| Gerolamo Quaglia | Lucha grecorromana | 62 kg M                    |
| Umberto Bonadè Pietro Freschi Paolo Gennari Cesare Rossi | Remo               | Cuatro sin timonel (M4-) M |